# Quận Fayette, Pennsylvania
Quận Fayette là một quận trong tiểu bang Pennsylvania, Hoa Kỳ. Quận Fayette được lập ngày 26 tháng 9 năm 1783 từ một phần của quận Westmoreland và được đặt tên theoe Marquis de Lafayette. Quận lỵ là Uniontown.6
. Theo điều tra dân số năm 2010 của Cục điều tra dân số Hoa Kỳ, quận có dân số 136.606 người.2

## Địa lý
Theo Cục điều tra dân số Hoa Kỳ, quận có diện tích km², trong đó có km2 là diện tích mặt nước.